# Biodiversidad de la Antártida

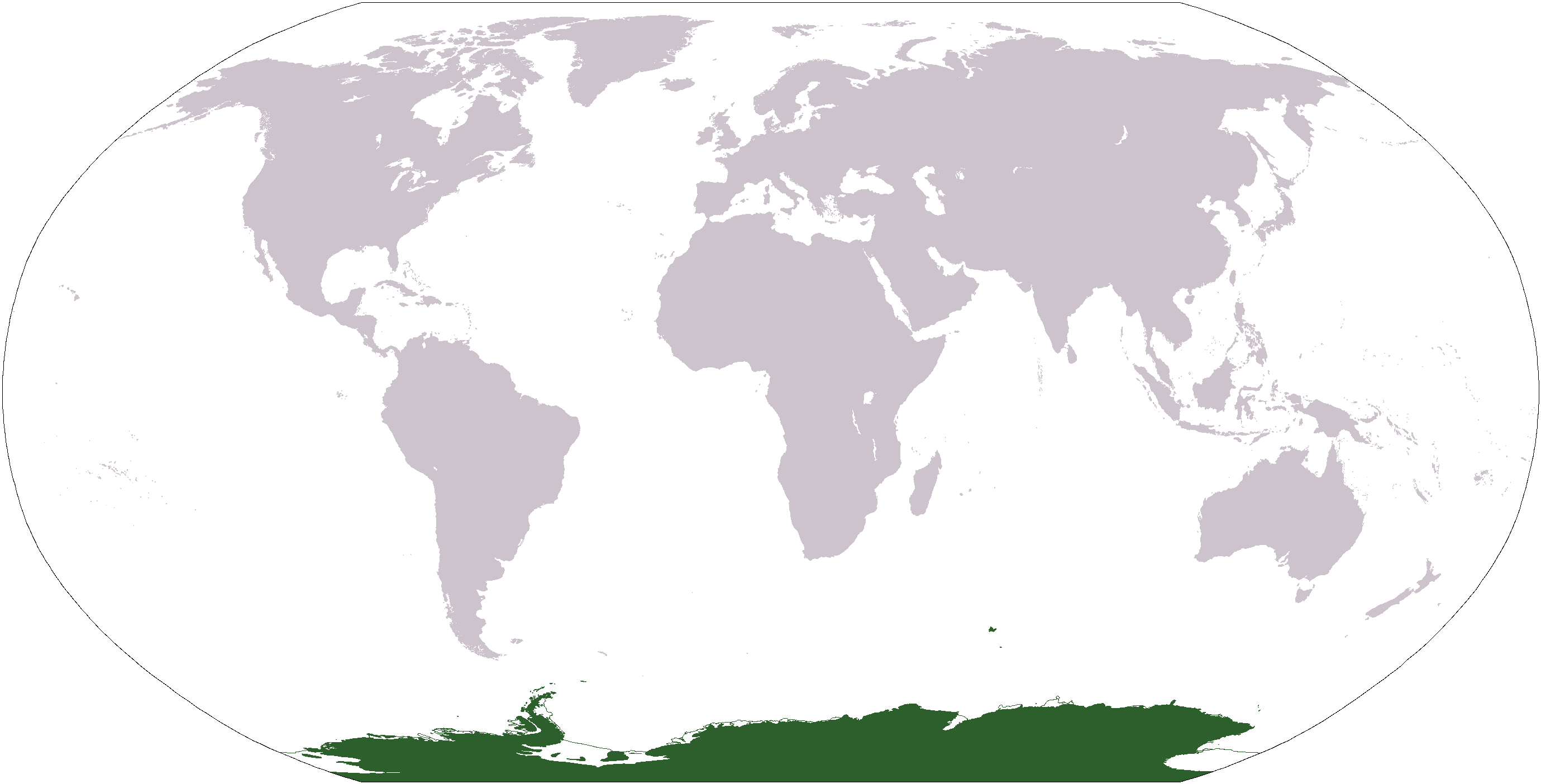
Mapa de la ecozona Antártica

La Antártida es una de las ocho ecozonas o regiones biogeográficas terrestres. El océano Austral contiene una biomasa significativa debido a la surgencia con fuertes corrientes marinas de agua fría, que aportan una gran cantidad de nutrientes y oxígeno. Esta biomasa es tanto más rica por la presencia de la convergencia antártica, una verdadera “frontera climática” entre los otros océanos y el océano Austral con aguas más frías y menos saladas. La riqueza de esta biodiversidad marina, cuya flora y fauna bentónica, se contrapone a la terrestre, es decir las costas, mucho más pobres o incluso inexistentes dentro de la capa de hielo. De hecho, el clima de la región antártica no permite una vegetación densa y una abundante vida animal. Las temperaturas gélidas, la mala calidad del suelo, la falta de humedad y luz estacional evitan que las plantas y la vida silvestre prosperen. No hay árboles ni arbustos y solo el 1 % del continente está colonizado por plantas. Las áreas más favorables son las zonas costeras occidentales, la península Antártica y las islas subantárticas.
Las especies terrestres y nativas parecen ser descendientes de ancestros que vivieron en ambientes geotermalmente calentados durante la última edad de hielo, cuando estas áreas eran los únicos lugares del continente que no estaban cubiertos por hielo.

## Fauna

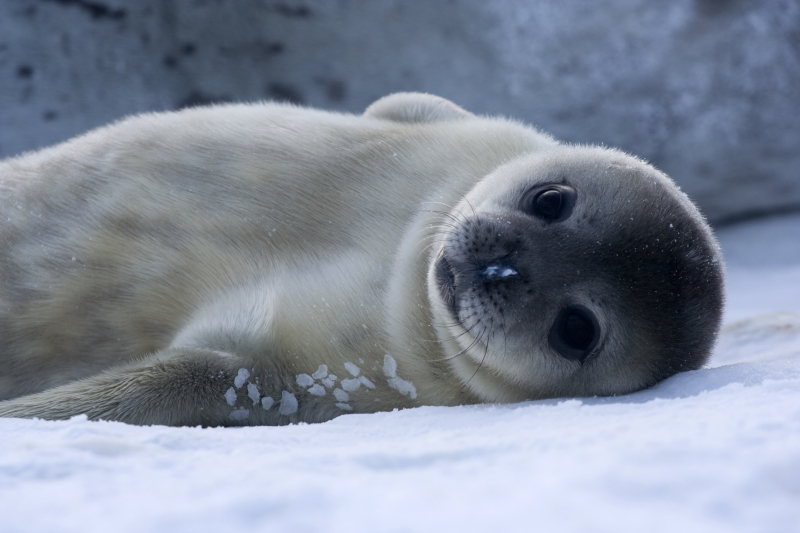
Una cría de foca de Weddell de la Tierra Adelia.

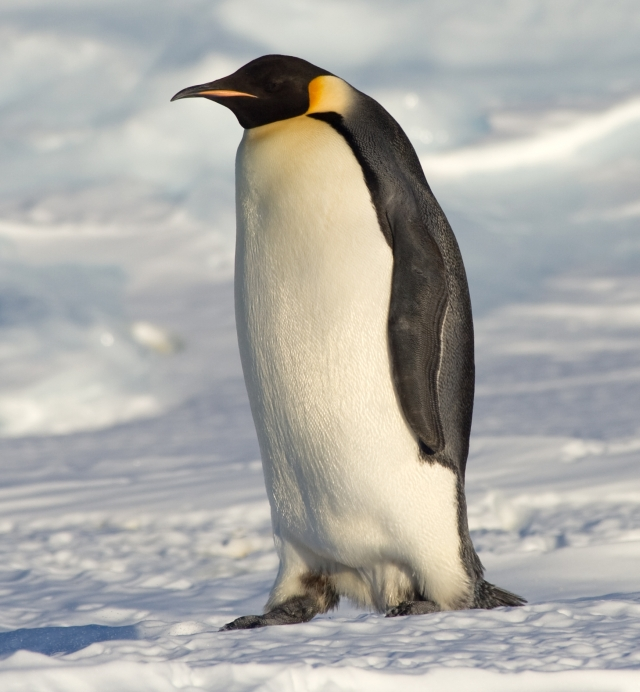
Un pingüino emperador adulto.

El krill es muy importante para la mayoría de las redes tróficas y sirve de comida para calamares, ballenas, focas, como la foca leopardo, pingüinos y otras aves. Las aves más comunes son los pingüinos, albatros y petreles, sin embargo, solo trece especies hacen sus nidos en tierra firme, generalmente en la costa, y parten hacia regiones más cálidas en invierno mientras que todas las demás migran. Dos especies de pingüinos permanecen y migran tierra adentro: el pingüino emperador, la especie más grande, y el pingüino Adelia. Alrededor de abril, los machos y las hembras de los pingüinos emperador migran cien kilómetros hacia el sur, las hembras regresan a la costa para alimentarse, solo regresan en julio y los machos se agrupan para mantenerse calientes.
La fauna de los mares alrededor de la Antártida es bastante rica. Está compuesto por una miríada de invertebrados como esponjas, anémonas, estrellas de mar, erizos de mar, anélidos, crustáceos y moluscos, y entre los más abundantes se encuentran el isópodo Glyptonotus antarticus y el molusco Nacella concinna, común en las zonas costeras. Las condiciones ambientales afectan el crecimiento y la reproducción de estos animales: se vuelven más grandes y crecen más lentamente, reproduciéndose más lentamente en comparación con sus contrapartes en las regiones cálidas.
En regiones con una profundidad de unos 200 metros por debajo de la capa de hielo y en plena oscuridad, se creía que solo había microbios, pero, como anunció la NASA el 16 de marzo de 2010, el crustáceo Lyssianasid amphipod y una especie de medusa.
La aprobación del Acta de Conservación de la Antártida trajo severas restricciones al continente. La introducción de plantas o animales extraños puede ser sancionada penalmente, así como la retirada de cualquier especie nativa. La sobrepesca de krill, que es de gran importancia para el ecosistema local, ha provocado que la pesca esté regulada y controlada. La Convención para la Conservación de Recursos Vivos Marinos Antárticos (CCAMLR), un tratado que entró en vigor en 1980, requiere regulaciones sobre el océano Austral para tener en cuenta los efectos potenciales en todo el ecosistema antártico. A pesar de estas nuevas regulaciones, la pesca ilegal, particularmente de la merluza negra, sigue siendo un problema grave, pues aumentó a unas 32 000 toneladas en 2000.

## Flora

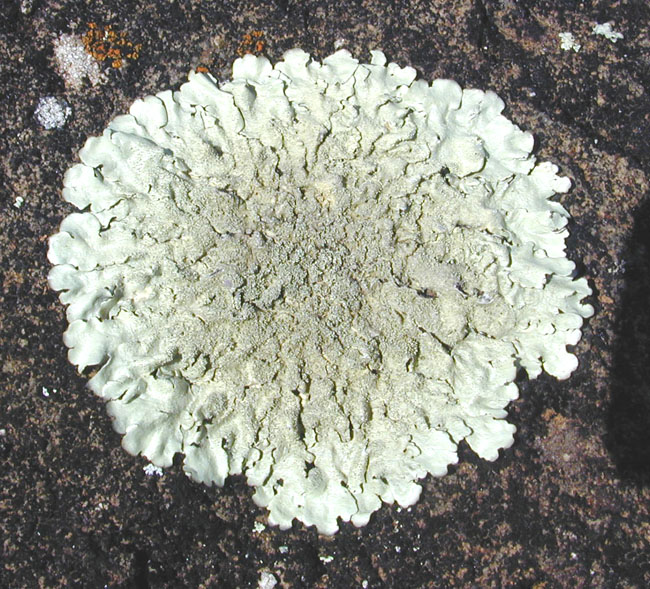
Aproximadamente 400 especies de líquenes son conocidas en la Antártida.

Los bosques pérmicos comenzaron a cubrir el continente hace alrededor de 298 millones de años, mientras que las tundras se extendieron como mucho hace solo 15 millones. Sin embargo, el actual clima de la Antártida —junto a la escasa calidad del suelo, y ausencia de humedad y luz constante— hace que sea sumamente difícil que se desarrollen formas de vida vegetales. En consecuencia, la diversidad de plantas en el territorio es muy escasa y su distribución muy limitada. Por lo tanto, la variedad de especies de plantas en la superficie se limita a plantas inferiores, como musgos y hepáticas. Además existe una comunidad autótrofa, formada por protistas. La flora continental está formada por líquenes, briofitas, algas y hongos. El crecimiento y la reproducción suelen ocurrir en verano.
Hay más de 200 especies de líquenes y aproximadamente 50 especies de briófitas, como los musgos. Hay 700 especies de algas en el continente, la mayoría de las cuales forman fitoplancton. Las diatomeas y las algas de la nieve, algas microscópicas que crecen en la nieve y adoptan su color del hielo, son abundantes en las regiones costeras durante el verano. Todavía hay dos especies de plantas que florecen y se encuentran en la península Antártica.